# المسيحية في أنتيغوا وباربودا

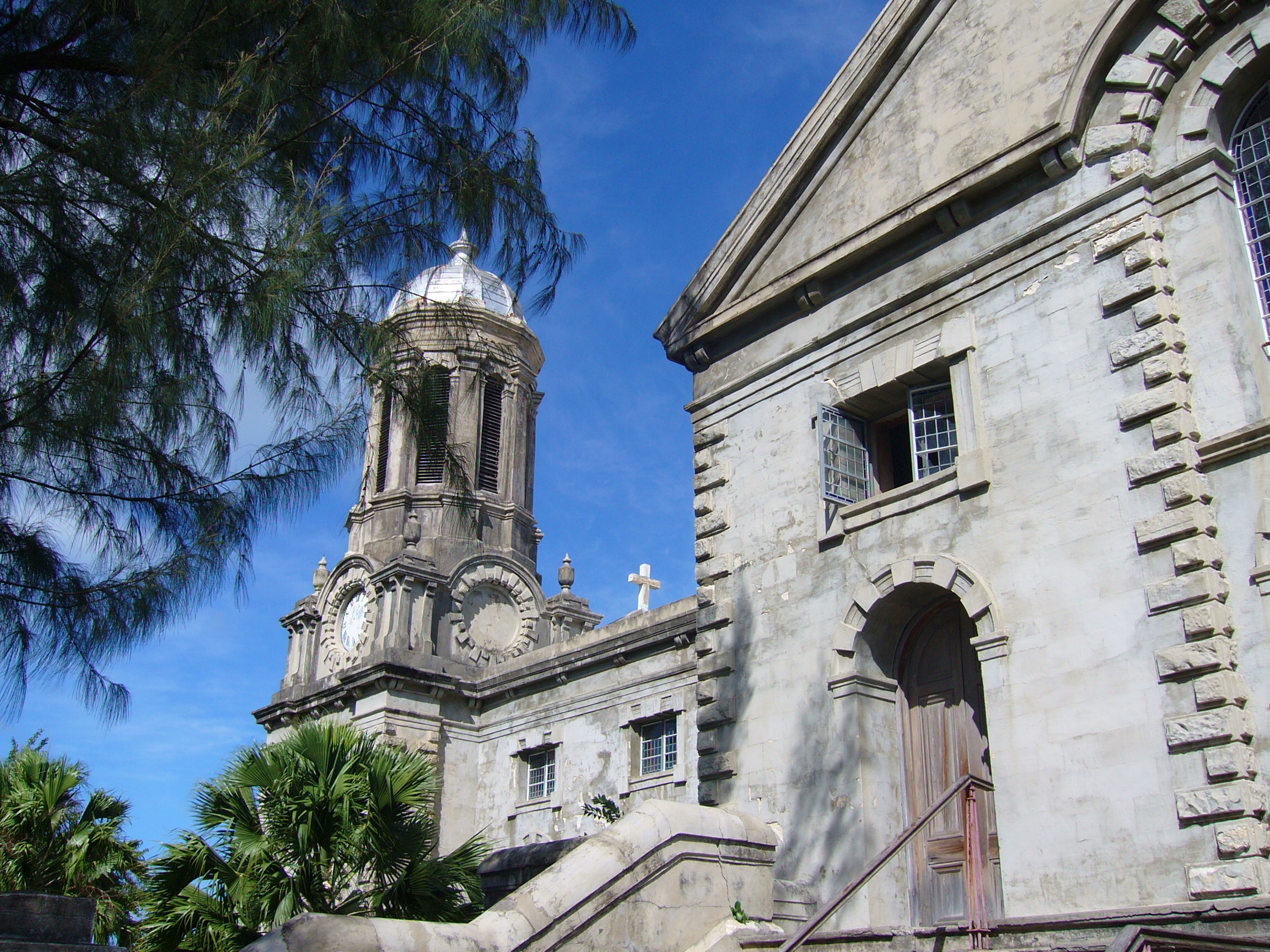
كاتدرائية سانت جون في سانت جونز، أنتيغوا وبربودا.

تُشكل المسيحية في أنتيغوا وباربودا أكثر الديانات إنتشاراً بين السكان، وفقًا لتعداد السكان عام 2011، تبين أن 77% من السكان في أنتيغوا وباربودا هم مسيحيين. البروتستانتية هي أكبر طائفة مسيحية في البلاد، حيث وفقًا للتعداد السكاني قال 68.3% من السكان أنهم بروتستانت.
الكنيسة الأنجليكانية هي أكبر طائفة بروتستانتيَّة في البلاد، وتمثل 17.6% من مجمل السكان، يليهم كنيسة الأدفنتست مع حوالي 12.4%. والخمسينية (12.2%)، والكنيسة المورافية (8.3%)، والكنيسة الرومانية الكاثوليكية (8.2%)، والكنيسة الميثودية (5.6%)، وكنيسة ويسليان (4.5%)، وكنيسة الله (4.1%)، والكنيسة المعمدانية (3.6%)، وكنيسة يسوع المسيح لقديسي الأيام الأخيرة وشهود يهوه. تدعي الرابطة الإنجيلية المتحدة، وهي المنظمة التي تضم الكنائس الإنجيلية أنها تضم نحو 25%.
تشكلت أبرشية شمال شرق الكاريبي وأروبا الأنجليكانية في عام 1842 كأبرشية أنتيغوا وجزر ليوارد وذلك عندما انقسمت الأبرشية الأنجليكانية في باربادوس ومن ثم أبرشية جامايكا، وهي إحدى الأبرشيتين التي تغطي منطقة البحر الكاريبي. وقد احتفلت بذكرى تأسيسها الـ 175 في عام 2017. وهي الآن واحدة من الأبرشيات الثمانية في مقاطعة جزر الهند الغربية وتضم 12 جزيرة في أنتيغوا وباربودا ودومينيكا ومونتسرات وأنغويلا وأروبا وسانت كيتس ونيفيس وسابا سينت أوستاتيوس. وتعد كاتدرائية القديس يوحنا مقر الأبرشية فيسانت جونز، أنتيغوا وبربودا. وكانت الأبرشية تحت سلطة رئيس أساقفة كانتربري منذ إنشائها في عام 1842 حتى عام 1883، عندما تم إنشاء مقاطعة جزر الهند الغربية. الولاية الكنسيَّة الكاثوليكيَّة الوحيدة في هذه الدولة هي أبرشية القديس يوحنا - باسيتير الرومانية الكاثوليكيَّة، وهي تتبع أيضًا أبرشية كاستريس الرومانية الكاثوليكية، ويبلغ عدد السكان الكاثوليك حوالي 10,000، كما أنَّ أساقفة أنتيغوا وباربودا هم أعضاء في المؤتمر الأسقفي في جزر الأنتيل.